# Trofeo Matteotti 2023
Il Trofeo Matteotti 2023, settantacinquesima edizione della corsa e valida come prova dell'UCI Europe Tour 2023 categoria 1.1, si svolse il 17 settembre su un percorso di 195 km, con partenza e arrivo a Pescara, in Italia. La vittoria fu appannaggio dell'olandese Sjoerd Bax, il quale completò il percorso in 4h35'32", alla media di 42,463 km/h, precedendo gli italiani Simone Velasco e Lorenzo Rota.
Sul traguardo di Pescara 49 ciclisti, dei 120 partiti dalla stessa località, portarono a termine la competizione.

## Squadre e corridori partecipanti
| N.    | Cod. | Squadra                           |
| ----- | ---- | --------------------------------- |
| 1-7   | ITA  | Italia                            |
| 11-17 | ICW  | Intermarché-Circus-Wanty          |
| 21-27 | JAY  | Team Jayco AlUla                  |
| 31-37 | UAD  | UAE Team Emirates                 |
| 41-47 | COR  | Corratec Selle Italia             |
| 51-57 | EUS  | Euskaltel-Euskadi                 |
| 61-67 | EOK  | Eolo-Kometa Cycling Team          |
| 71-77 | GBF  | Green Project-BardianiCSF-Faizanè |
| 82-87 | Q36  | Q36.5 Pro Cycling Team            |

| N.      | Cod. | Squadra                        |
| ------- | ---- | ------------------------------ |
| 91-97   | TEN  | TotalEnergies                  |
| 101-107 | AZT  | D'Amico UM Tools               |
| 111-117 | GSS  | GW Shimano-Sidermec            |
| 121-127 | MGK  | MG.K Vis Colors for Peace      |
| 131-136 | SDO  | Sofer-Savini Due-OMZ           |
| 141-146 | CPK  | Team Colpack Ballan CSB        |
| 151-157 | TER  | Team Technipes inEmiliaRomagna |
| 161-167 | WSA  | WSA KTM Graz p/b Leomo         |
| 171-177 | IWD  | Work Service-Vitalcare-Dynatek |

## Ordine d'arrivo (Top 10)
| Pos. | Corridore          | Squadra       | Tempo    |
| ---- | ------------------ | ------------- | -------- |
| 1    | Sjoerd Bax         | UAE           | 4h35'32" |
| 2    | Simone Velasco     | Italia        | s.t.     |
| 3    | Lorenzo Rota       | Intermarché   | s.t.     |
| 4    | Michael Matthews   | Jayco         | s.t.     |
| 5    | Marc Hirschi       | UAE           | s.t.     |
| 6    | Julien Simon       | TotalEnergies | s.t.     |
| 7    | Vincenzo Albanese  | Eolo          | s.t.     |
| 8    | Xabier Berasetegi  | Euskaltel     | s.t.     |
| 9    | Gianluca Brambilla | Q36.5         | s.t.     |
| 10   | Filippo Fiorelli   | Green Project | s.t.     |